# Winchcombe
Winchcombe est une petite ville anglaise située dans le district de Tewkesbury et le comté du Gloucestershire. En 2001, elle comptait 4 379 habitants. Winchcombe est située au cœur des Cotswolds, dans une vallée à mi-chemin entre Broadway et Cheltenham.

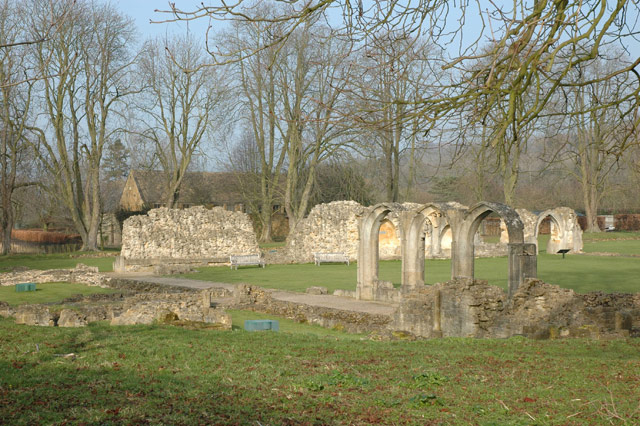
Ruines de l'Abbaye de Hailes, à Winchcombe.

Elle compte beaucoup d'anciennes maisons typiques ainsi que l'église St Peters qui a été construite en 1465.

## Histoire
Une météorite tombe le 28 février 2021. Elle a été initialement signalée par le réseau européen FRIPON ; peu après, elle est retrouvée par une personne sensibilisée grâce à la reprise de l'information de la chute par les médias locaux. Cette météorite est officiellement reconnue dans la base de la Meteoritical Society, et dénommée météorite de Winchcombe (en).
La météorite de Winchcombe est une chondrite carbonée hétérogène de type CM  (Mighei), contenant au moins neuf lithologies distinctes. La récupération rapide de la masse principale (en 12 heures) fait de Winchcombe l'une des chutes de chondrite carbonée les plus fraîches, préservant les phases délicates solubles dans l'eau.